# 新体詩抄
新体詩抄（しんたいししょう）とは、外山正一（ヽ山仙士）・矢田部良吉（尚今居士）・井上哲次郎（巽軒居士）による新体詩集。3人の撰者による序文と、訳詩14編、創作詩5編を収める。出版社は「丸屋善七」（現・丸善）であり、1882年（明治15年）8月に初編が出版された。近代詩論の先駆け、日本で最初の近代詩集とされる。
それまで「詩」と言えば漢詩を指していた（「詩」の訓読みも〈からうた〉であった）ところ、西洋の「詩」に影響を受けて、日本語での詩表現を目指した。西洋の韻律を持ち込むために、七五調を採用した。

## 概説
『新体詩抄』は、明治維新を経て欧化主義が鼓吹される時代において、西洋の詩を参考にして日本語による詩を作る詩歌の革新という明確な意識の下に、「詩集」という西洋式の形態を日本に初めて実現させたものである。
「初編」とあるように、第2編を出版する予定であったと考えられるが、第2編の出版はされていない。外山正一は、中村秋香、上田萬年、阪正臣と共に『新体詩歌集』を1895年（明治28年）9月に出版している。
竹内隆信（竹内節）によって『新体詩抄』を中心に編まれた『新体詩歌』が1882年（明治15年）10月10日に出版される。第5集まで発行されたこの『新体詩歌』がまた全国各地で発行されることにより、新体詩は全国に広められていった。
和歌集でも漢詩集でもない近代詩集の出現となる『新体詩抄』の刊行は、後の新体詩による詩集へ影響を及ぼし、湯浅吉郎の『十二の石塚』、北村透谷の『楚囚之詩』、宮崎湖処子の『湖処子詩集』、国木田独歩の『独歩吟』の序文・凡例などで『新体詩抄』に言及されている。
また、西洋の詩を移植しようとする試みへの反感、詩の表現の拙劣さへの批評、新体詩そのものへの批判など、様々な批判も現れた。

## 構成
- 『新体詩抄序』（井上哲次郎）
- 『新体詩抄序』（矢田部良吉）
- 『新体詩抄序』（外山正一）
- 『凡例』（編者）
- 目次
- 『ブルウムフヰールド氏兵士帰郷の詩』（ヽ山仙士）
- 『カムプベル氏英国海軍の詩』（尚今居士）
- 『テニソン氏軽騎隊進撃ノ詩』（ヽ山仙士）
- 『グレー氏墳上感懐の詩』（尚今居士）
- 『ロングフェルロー氏人生の詩』（ヽ山仙士）
- 『玉の緒の歌（一名人生の詩）』（巽軒居士）
- 『テニソン氏船将の詩（英国海軍の古譚）』（尚今居士）
- 『抜刀隊』（ヽ山仙士）
- 『勧学の歌』（尚今居士）
- 『チヤールス、キングスレー氏悲歌』（ヽ山仙士）
- 『鎌倉の大仏に詣でゝ感あり』（尚今居士）
- 『高僧ウルゼーの詩』（ヽ山仙士）
- 『シャール、ドレアン氏春の詩』（尚今居士）
- 『社会学の原理に題す』（ヽ山仙士）
- 『ロングフェロー氏児童の詩』（尚今居士）
- 『シェーキスピール氏ヘンリー第四世中の一段』（ヽ山仙士）
- 『シェークスピール氏ハムレッツト中の一段』（尚今居士）
- 『シェーキスピール氏ハムレツト中の一段』（ヽ山仙士）
- 『春夏秋冬』（尚今居士）
- 『跋[注釈 3]』（水屋主人）
- 正誤[注釈 4]
- 奥付

## 書誌情報
- 『新体詩抄』 初編、丸屋善七、1882年8月。 NCID BA69522550。全国書誌番号:41003345。
- 『新体詩抄』 初編（再版）、丸屋善七、1884年12月。 NCID BN12115628。全国書誌番号:41003346。
- 「新体詩抄」『創成期』河出書房〈日本現代詩大系 第1巻〉、1950年9月。 NCID BN09034073。全国書誌番号:57007481。
- 『新体詩抄』 初編（復刻版）、世界文庫〈近代文芸資料複刻叢書 1〉、1961年4月。 NCID BN1303027X。全国書誌番号:62003356。
- 「新体詩抄」『明治大正訳詩集』角川書店〈日本近代文学大系 52〉、1971年8月。 NCID BN0525042X。全国書誌番号:75001452。
- 『新体詩抄』 初編（復刻版）、日本近代文学館〈特選名著複刻全集近代文学館〉、1971年5月。 NCID BN01013091。全国書誌番号:75012202。
- 「新体詩抄 初編」『明治詩人集』筑摩書房〈明治文学全集 60〉、1972年12月。 NCID BN01046170。全国書誌番号:75000176。
- 「新体詩抄」『創成期』河出書房新社〈日本現代詩大系 第1巻〉、1974年9月。 NCID BN0466925X。全国書誌番号:75021702。
- 「新体詩抄 初編」『文学芸術篇』日本評論社〈明治文化全集 第13巻〉、1992年10月。 NCID BN07960787。全国書誌番号:97025822。
- 『新体詩抄 初版・再版』人間文化研究機構国文学研究資料館〈リプリント日本近代文学 161〉、2009年3月。 NCID BA90930499。全国書誌番号:22753064。